# Катастрофа ТС-62 под Минском
В четверг 30 декабря 1948 года в Минском районе Минской области вскоре после вылета разбился ТС-62 компании Аэрофлот, в результате чего погибли 3 человека.

## Предшествующие обстоятельства
4 декабря ТС-62 борт СССР-Л1017 осуществлял посадку в Минском аэропорту, когда при пробеге по ВПП на правом шасси произошёл обрыв заднего узла подкоса. В результате правая стойка шасси сложилась и самолёт упал на правое крыло. В результате данного серьёзного инцидента у ТС-62 на правом крыле погнуло лопасти винта и произошла деформация щитков, элерона, концевого обтекателя правой консоли, капота и корзины правого маслорадиатора.
Ремонтная бригада прибыла с АРБ-400 и в период с 15 по 21 декабря выполнила ремонт самолёта. При этом бригадир с целью снижения объёма работ принял решение не заменять погнутый концевой обтекатель новым, а отремонтировать старый. Для более детального ремонта требовалось перегнать ТС-62 на АРБ-400 во аэропорт Внуково (Москва).

## Катастрофа
Для перегонки самолёта прибыл экипаж из 15 ато, состоящий из командира Тимофея Гаврилова, второго пилота Фёдора Мазурова, бортмеханика Николая Крючкова и бортрадиста Петра Малинина. Из-за разных причин вылет задерживался до 30 декабря, при этом облёт самолёта не проводился.
30-го числа в 08:25 директор Минского аэропорта получил штормовое предупреждение, согласно которому с 09:30 и до 13:30 ожидалось понижение облачности ниже 100 метров, а также образование тумана при видимости менее 1000 метров. Погодный минимум для данного аэропорта был следующий: высота облачности 100 метров при горизонтальной видимости 1000 метров. Однако экипажи вылетевших в 08:30 и 08:45 самолётов доложили, что облачность опустилась уже до 75 метров. После этого командиру экипажа перегоняемого ТС-62 выдали бюллетень погоды, в котором значилась высота облачности 75 метров, а горизонтальная видимость — 2 километра. Погодный минимум был ниже необходимого, однако в 09:15 борт СССР-Л1017 вылетел из аэропорта по магнитному курсу 300°. Экипаж доложил о взлёте, после чего на связь уже больше не выходил.
Самолёт совершил первый разворот и вошёл в облачность. Однако через минуту—полторы, по свидетельствам очевидцев, он вновь вышел из облаков в районе деревни Петровщина, летя при этом с правым креном. ТС-62 опустился и на протяжении 50 метров цеплял землю, после чего приподнялся, пролетел 25 метров, опустился и снова начал цеплять землю на протяжении 30 метров, после опять подлетел, но через 20 метров врезался в землю носом, правым мотором и крылом. Крыло оторвало, но ТС-62 подлетел, развернулся в полёте на 180° и через 100 метров от предыдущего удара вновь врезался в землю и загорелся. ТС-62 разбился в 2 километрах к северо-западу (азимут 300°) от аэропорта вылета. Погибли командир, второй пилот и бортмеханик, бортрадист получил ушибы, но выжил.
В катастрофе погиб герой Советского Союза майор ВВС Тимофей Кузьмич Гаврилов (командир экипажа).

## Расследование
Изначально следственная комиссия сделала вывод, что причиной катастрофы стало изменение ремонта работ, в результате чего был установлен старый концевой обтекатель, при этом ремонтная бригада не могла проверить его внутренний набор силовых элементов, которые могли быть повреждены в предыдущем инциденте. Таким образом, по мнению комиссии, произошла деформация концевого обтекателя, в результате чего заклинило элерон на правом крыле.
Однако вскоре ГосНИИ ГВФ провёл испытания, которые обнаружили ошибочность первоначальной версии. Ремонтная бригада поставила на повреждённые места 8 заплат, а испытания обтекателя показали, что ремонт позволял безопасно перегнать самолёт на базу во Внуково. По данным испытаний выявилось, что элерон зажимает на данном типе самолёта из-за изгиба концевого обтекателя крыла на 10°, при этом сам концевой обтекатель разрушается ещё раньше при нагрузке в 1200 килограмм, что на 30 % больше максимальной расчётной нагрузки на данный узел. На основании испытаний ГосНИИ ГВФ сделала вывод:

Причиной катастрофы не могло являться зажатие элерона при деформации концевого обтекателя. Зажатие происходит только при полном разрушении обтекателя. При этом элерон выводится из зажатия при усилии на штурвал 30-40 кг. Разрушение концевого обтекателя в воздухе может быть только при выходе из строя на 70-80% его силового набора. Осмотренный силовой набор концевого обтекателя самолета Л-1017 не дает оснований считать, что он был выпущен в полет с таким ослаблением.— 
Реальная причина катастрофы так и не была установлена.